# Tranumyrens naturreservat
Tranumyrens naturreservat är ett naturreservat i Rättviks kommun i Dalarnas län.
Området är naturskyddat sedan 2020 och är 28 hektar stort. Reservatet ligger nordost om Rättvik och består av ett myromrdåe.